# 里瑟科格爾山
47°38′17″N 11°48′15″E / 47.63806°N 11.80417°E

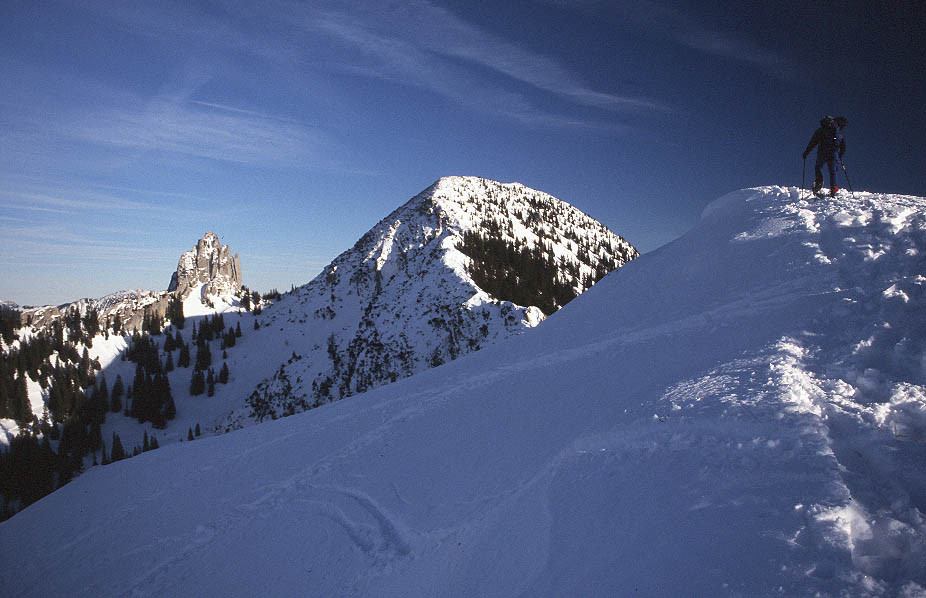

里瑟科格爾山（德語：Risserkogel），是德國的山峰，位於該國東南部，由巴伐利亞負責管轄，屬於芒法爾山脈的一部分，距離布勞山5.3公里，海拔高度1,826米。